# Правовой режим конопли на Украине
На Украине каннабис легален для медицинских, промышленных целях, научной и научно-технической деятельности.

## История
Советская Украина была одним из крупнейших производителей конопли, и до 1950-х годов её выращивание занимало более 150 000 га. Каннабис не был широко использован в качестве рекреационного наркотика: большая часть выращенной конопли использовалась как масло и волокно.

## Правоприменение
Согласно статье 106-2 Кодекса об административных правонарушениях Украины, выращивание (без намерения продажи) до 10 растений конопли квалифицируется как административное правонарушение с наложением штрафа от 18 до 100 необлагаемых налогом единиц дохода (300—1700 гривен в 2011 году) и изъятием растений.
Ст. 307 — «Незаконное производство, изготовление, приобретение, хранение, перевозка или пересылка наркотических средств с целью сбыта» — наказывается лишением свободы на срок от пяти до десяти лет с конфискацией имущества.
Ст. 309 — "Незаконное производство, изготовление, приобретение, хранение, перевозка или пересылка наркотических средств, психотропных веществ или их аналогов без цели сбыта — штраф от 50 до 100 необлагаемых минимумов доходов граждан (8500 — 14 000 гривен), исправительные работы на срок до двух лет, арест на срок до шести месяцев, или ограничение свободы на срок до трех лет.
Ограничение на хранение без намерения продажи, за которое не предусмотрена уголовная ответственность, составляет до 5 граммов каннабиса.

## Реформа

### Конопляный марш свободы (2017)
Марш был запланирован на 28 октября 2017 года перед зданием Правительства Украины.

### Процесс легализации медицинской конопли на Украине (2019)
30 января Украинская ассоциация медицинского каннабиса при поддержке 16 общественных организаций создала петицию на сайте Верховной Рады. В петиции говорится, что медицинский каннабис может значительно помочь более чем двум миллионам украинцев, страдающим от широкого спектра заболеваний, включая эпилепсию, рак и посттравматическое стрессовое расстройство. И. о. министра здравоохранения Ульяна Супрун поддержала петицию и призвала содействовать легализации медицинского каннабиса.
В марте петиция собрала необходимые 25 000 подписей для рассмотрения в парламентском комитете. Впоследствии парламентский комитет по правам человека, национальным меньшинствам и межнациональным отношениям единогласно поддержал петицию. 20 мая она была зарегистрирована в Верховной Раде Украины.
Легализация медицинской марихуаны была поддержана Президентом Украины Владимиром Зеленским в интервью РБК-Украина 18 апреля.

### Украинцы поддерживают медицинский каннабис в национальном опросе, 2020
25 октября Президент Зеленский объявляет общенациональный опрос. Четвёртый вопрос: «Поддерживаете ли вы легализацию каннабиса в медицинских целях — для уменьшения боли у тяжелобольных?». Бывший министр здравоохранения Ульяна Супрун написала на своей официальной странице в Facebook, что «каннабис должен быть доступен всем пациентам, которые в нём нуждаются. Таких на Украине около 2 миллионов». 64,88 % участников ответили «да», 29,53 % — «нет».

### Исключение препаратов, содержащих ТГК из перечня наркотических средств, 2021
Кабинет министров постановлением № 324 от 7 апреля остановил государственный контроль отдельных лекарственных средств. В частности было исключено из списка наркотических средств, психотропных веществ и прекурсоров следующие препараты на основе каннабиса:
- Набинол — синтетический каннабиноид с терапевтическим применением в качестве противорвотного средства и в качестве вспомогательного анальгетика при нейропатической боли;
- Набиксимолс — пероральный спрей для облегчения боли и спазмов, связанных с рассеянным склерозом. Отличается от других каннабиоидосодержащих препаратов тем, что содержащиеся в нём ТГК и КБД не синтетические изомеры, а натурального происхождения.

### Акция по высадке семян «Пусть растет Украина»[7]
Общественные активисты при участии ОО «Украинская конопляная ассоциация» и сотрудники многих магазинов связанных с канна-индустрией в апреле 2023 года начали собирать команду, чтобы провести мирную акцию, цель которой прекратить стигматизацию каннабиса, и дать понять людям, что его нужно декриминализовать. 20 апреля 2023 года они начали рекламную кампанию и бесплатную отсылку семян конопли всем желающим. Их спонсорами выступают крупнейшие магазины по продаже семян на Украине (например Errors Seeds). Активисты начали высевать семена во всех регионах Украины. Особенно активно они делают это в публичных местах. Их идеи в большинстве связаны с легализацией медицинского каннабиса, но также и рекреационного. Акция вызвала огромную информационную войну, и люди стали больше интересоваться полезными свойствами каннабиса.

## Законодательство
В апреле 2019 года Владимир Зеленский, в то время лидер президентской предвыборной кампании, в интервью РБК-Украина, сообщил, что поддерживает легализацию медицинского каннабиса.
В 2020 году параллельно с местными выборами проводился опрос «5 вопросов от президента», одним из вопросов которого была поддержка легализации медицинского каннабиса. Ее, по сообщению партии «Слуга народа», поддержали 64,88 % респондентов. Социологический опрос по этим же вопросам, организованный в день выборов социологической группой «Рейтинг», продемонстрировал 70 % поддержки легализации медицинского каннабиса.
10 ноября 2020 года председатель фракции «Слуга народа» в Верховной Раде Давид Арахамия сообщил, что начало подготовки соответствующего законопроекта.
22 ноября 2023 года Верховная Рада Украины заблокировала законопроект о легализации медицинского каннабиса из-за большого количества поправок от народных депутатов. Всего в законопроект были внесены 882 поправки, которые анализировали в течение трех месяцев. В то же время, 226 из этих поправок были внесены депутатами от партии «Батькивщина», чтобы «истощить зал и лишить закон голосов».
21 декабря 2023 года Верховная Рада Украины приняла законопроект о легализации медицинского каннабиса[11], но он был заблокирован. Этот законопроект в частности предусматривал:
- Законопроект должен урегулировать обращение каннабиса в медицинской, промышленной и научной деятельности. Документ предусматривает, что распространение марихуаны для рекреационного потребления будет считаться преступлением.
- Производство лекарств на основе каннабиса будет контролироваться на всех этапах. Выращивать его смогут только юрлица, получившие лицензию и GMP-сертификат, под круглосуточным видеонаблюдением с доступом для Национальной полиции Украины.
- Законопроект предусматривает расширение доступа пациентов к лекарствам на основе медицинского каннабиса и облегчение терапии для определенных болезней и состояний. Министерство здравоохранения Украины планирует утвердить перечень болезней и состояний, при которых пациенту может назначаться лекарство на основе медицинского каннабиса.
- Отпуск лекарственных средств на основе медицинской конопли будет возможен исключительно по назначению врача в соответствии с медицинскими показаниями и по электронному рецепту. Пациенты смогут перевозить и хранить такое лекарство в количестве, определенном одним рецептом.

В конце декабря 2023 года народные депутаты из фракции «Батькивщина» зарегистрировали в парламенте проект постановления об отмене решения Верховной Рады Украины о принятии во втором чтении и в целом проекта закона о легализации медицинского каннабиса.
16 февраля 2024 года закон о легализации медицинского каннабиса вступил в силу. Закон Украины № 3528-IX был введен в действие через шесть месяцев после вступления в силу, то есть 16 августа 2024 года.
16 августа 2024 вступил в силу закон, регулирующий оборот растений рода конопли в медицинских и промышленных целях, научной и научно-технической деятельности.